# Автомобилна запалка
Автомобилна запалка е устройство, използвано основно за палене на цигари в автомобила. В същото време гнездото се използва за включване на различни електрически прибори към захранващата мрежа на автомобила, като компресор, зарядни устройства за мобилни телефони и други.

## История на създаване
Първите стационарни електрически запалки за използване в домакинството и ресторантите са открити и патентовани в началото на 80-те години на 19 век в Германия. 
Първите автомобили, които са оборудвани с автомобилна запалка се появяват в САЩ през 1925 година.
Дирижабълът Хинденбург поради голямата опасност от пожар заради използването на водород, е имал монтирана електрическа запалка за цигари в специална зала за пътниците. Запалки и кибрити са били забранени за внасяне от пътниците.

## Описание
Автомобилната запалка предствалява метална спирала в корпус, поставян в специално гнездо в салона на автомобила. Включването обикновено става чрез натискането на запалката в гнездото. При натискането на запалката се включва към електрическото захранване на автомобила и се загрява. При достигането на необходимата температура, запалката се изключва, обикновено вследствие на нагряването на биметална пластина.
Необходимо е в устройството на автомобилната запалка да има и допълнителна защита при проблем с изключването от биметалната пластина.

## Използване на извода на автомобилната запалка
С намаляването на хората, които пушат, специално в автомобилите, значението на автомобилната запалка губи своето значение. За сметка на това все по-голямо значиние придобива използването на извода за захранване на най-различни устройства. . Автомобилите често имат вградени повече от един извод за запалка, като при това вместо запалка има пластмасова капачка. Това е необходимо за осигуряване на захранване от автомобила за пътниците в салона. Причината е, че на практика този извод за запалка осигурява възможност за универсално свързване на различни прибори в автомобила. Независимо от това в новите автомобили често се осигурявана допълнително един или повече USB извода за 5 волта DC.